# Овчинников, Николай Власович
Никола́й Вла́сович Овчи́нников (1910—1945) — участник Великой Отечественной войны, полный кавалер ордена Славы.

## Биография
Родился 10 января 1910 года в селе Саблинском, ныне Александровского района Ставропольского края, в семье крестьянина. Русский. С ранних лет остался без отца, вынужден работать пасти скот у зажиточных хозяев, батрачить. С приходом Советской власти пошёл в школу, окончил 5 классов. Одним из первых вступил в колхоз.
В 1932—1934 годах проходил срочную службу в Красной Армии. После демобилизации вернулся домой, снова работал в колхозе. Был поставлен заведовать колхозной кладовой.
В августе 1941 года был вновь призван в армию. Участвовал в Харьковском сражении, Сталинградской битве, в освобождении Донбасса. Был дважды ранен — в декабре 1942 года и июле 1943 года. К лету 1944 года воевал разведчиком 96-й отдельной гвардейской разведывательной роты 96-й гвардейской стрелковой дивизии.
29 июня 1944 года в бою за город Слуцк (Белоруссия) гвардии сержант Овчинников одним из первых ворвался на окраину населённого пункта. Гранатами уничтожил точку, расположенную в здании. Своими действиями способствовал успешному продвижению пехоты.
Приказом по частям 98-й гвардейской стрелковой дивизии (№ 26/н) то 11 июля 1944 года награждён орденом Славы 3-й степени.
28 августа 1944 года в районе села Гульчево (юго-западнее города Вышкув, Польша) гвардии сержант Овчинников одним из первых ворвался на передний край противника, навёл панику в обороне. Разведывательная группа, воспользовавшись этим, прошла в тыл противника и приняла бой. Враг не выдержал удар разведчиков и оставил траншеи. В этом бою Овчинников лично уничтожил 10 гитлеровцев. За это бой был представлен к награждению орденом Красной Звезды.
Приказом по войскам 28-й армии (№ 53/н) то 14 сентября 1944 года награждён орденом Славы 2-й степени.
В ночь на 10 января 1945 года у населённого пункта Эбенроде (Восточная Пруссия, ныне город Нестеров Калининградской области) действуя во главе разведгруппы гвардии сержант Овчинников скрытно преодолел нейтральную зону, решительными действиями уничтожил сторожевой пост, захватил ценные документы. В дальнейшем группа Овчинников обеспечивала действия групп захвата контрольного пленного. Овчинников лично пулемётную точку, забросал её гранатами, своими действиями способствовал захвату контрольного пленного. Был представлен к награждению орденом Отечественной войны 2-й степени.
Последнюю боевую награду разведчик получить не успел. 6 февраля 1945 года гвардии сержант Овчинников погиб в бою на подступах к Кёнигсбергу. Был похоронен на месте боя у села Шкода, после войны перезахоронен в братской могиле в посёлке Славяновка Багратионовского района Калининградской области.
Указом Президиума Верховного Совета СССР от 19 апреля 1945 года гвардии сержант Овчинников Николай Власович награждён орденом Славы 1-й степени. Стал полным кавалером ордена Славы.

## Память
В селе Саблинском именем фронтовика названа улица. С 1986 года в селе проводится ежегодный районный турнир по футболу, посвящённый памяти Н. В. Овчинникова.